# Волонтёр девяносто второго года
«Волонтёр девяно́сто второ́го го́да» (фр. Le volontaire de 92 : René d’Argonne или René Besson, un témoin de la Révolution) — малоизвестный незаконченный роман французского писателя Александра Дюма, впервые частично опубликованный в форме фельетона 1862 году в журнале «Le Monte Cristo» под названием фр. Le volontaire de 92. В 1989 году публиковался также под названием «Ренэ Бессон, свидетель революции». Главы с 49 по 63 не сохранились в оригинале, хотя опубликованы на английском языке.
В романе история первых двух лет Великой французской революции излагается так, как она виделась деревенскому парню, ставшему полковником наполеоновской армии.

## История создания
По замечанию F. W. Reed, Дюма впервые задумал эту работу в 1850-х, но не приступил к фактическому написанию до 1862.
В 1856 году Дюма пообещал предоставить Жюлю Симону роман о 1791 и следующих годах для его журнала «Le Journal pour Tous». Тем не менее, Дюма не удалось создать целостный сюжет, и он предоставил Симону роман «Соратники Иегу». Но Дюма не привык бросать начатую работу, и в 1862 он начал роман «René d’Argonne», который практически сразу же начал печатать в своем еженедельнике «Le Monte-Cristo» под названием «Le Volontaire de '92». Еженедельник Дюма «Le Monte-Cristo» публиковал этот роман в каждом своем выпуске до 48 главы (с 25.04 по 3.10.1862), в процессе публикации которого разорился, причем в последнем номере было обещано продолжение.
В журнале «Le Mousquetaire II» роман публиковался с 23.02.1867 (№ 98) под названием «Мемуары волонтёра 92-го года: Рене Бессон» (фр. Le mémoires d'un volontaire de 92 : René Besson).
Ещё одна попытка публикации романа состоялась в 1868 в журнале «D’Artagnan» (с № 38 от 30.04.1868 по № 66 от 4.07.1868, до 21 главы), в примечании Дюма писал, что начало романа он опубликовал в обновленном журнале «Le Mousquetaire» в 1867, забыв упомянуть первую публикацию в «Le Monte-Cristo». По словам коллекционера R. S. Garnett, владельца журналов «D’Artagnan», там напечатана только двадцать одна глава. Роман остался незаконченным (хотя часть связанных с ним замыслов Дюма реализовал в своих более поздних произведениях: «Белые и синие», «Шевалье де Сент-Эрмин» и «Таинственный доктор»). Отдельное издание во Франции было выпущено только в 1989.
Исследователь F. W. Reed характеризует книгу как незаконченную, тем не менее, основной перевод на английский (англ. Love and Liberty, издательство T. B. Peterson & Brothers, Филадельфия, 1869), выполненный при жизни автора, состоит из 63 глав. Дополнительные главы являются, по словам F. W. Reed, сильно своевольным историческим нарративом, написанным в стиле Дюма. В них содержится незавершенная концовка книги. Дюма, по возможности, одновременно продавал свои тексты издателям в разные страны. Провал еженедельника «Le Monte-Cristo» во Франции, по мнению F. W. Reed, необязательно приостановил публикацию в других странах. Возможно, что нечто подобное произошло в этом случае, либо в 1862, или (более вероятно, по мнению F. W. Reed) в 1867. Похоже, что последняя треть книги никогда не публиковалась во Франции.
Роман в переводе на русский Л. Н. Токарева (с издания «Rene Besson, un temoin de la Revolution». — Париж: Francois Bourin. — 1989) был впервые опубликован в 1996 году.

## Сюжет
В развлекательном, но исторически невероятном предисловии Дюма вспоминает, как, делая исследования для хроники «Вареннская дорога» (фр. La route de Varennes, опубл. в 1858) в 1856, он познакомился с ветераном наполеоновской армии полковником Ренэ Брессоном (фр. Rene Bresson), который отдал Дюма свои мемуары о революции, которые положили начало этой книге.
Действие развивается в 1788—1793 гг. во Франции, в годы революции; исторический нарратив преобладает над романтикой.
Ренэ растёт сиротой в лесу Аргонны, и часто работает охотничьим консультантом для членов суда и королевской семьи. В 1788, начитавшись Руссо, он становится республиканцем и начинает работать столяром в городе Варенн, где влюбляется в Софи, дочь своего наставника, которая, в свою очередь, любит местного аристократа виконта де Мальми.
В июле 1790 Ренэ едет в Париж праздновать революцию, и посещает встречи клубов якобинцев и кордельеров, что дает возможность Дюма представить читателю Мирабо, Робеспьера, Марата, Камиля Демулена и других известных революционеров.
Ренэ возвращается в Варенн, и случайно становится свидетелем бегства Людовика XVI с семьёй из Парижа через границу в 1791; останавливают их только муниципальные чиновники в Варенне. Дюма подробно пишет о бегстве и аресте Людовика. Ренэ, как член Национальной гвардии, эскортирует Людовика в Париж и остается в Париже, став свидетелем массовой резни на Марсовом поле. При этом Ренэ сильно ранят, и он лечится несколько месяцев. Последнюю треть книги — главы 47-63 — пока герой болеет, Дюма рассказывает об истории революции, от казни Людовика XVI и Марии Антуанетты до смерти Робеспьера в 1793, заключая: «Франция пала в руки Наполеона».
На последней странице Ренэ признаётся, что не сожалеет, что помог Софи и виконту де Мальми сбежать — что в самом романе не описано. В заключение Ренэ говорит: «Революция была ужасна, но она сделает мир лучше в далекой перспективе, хотя мир этого ещё не понял».